# Juli Romà
Juli Romà (en llatí Julius Romanus) va ser un poeta italià del segle xv que va escriure sobretot en llatí.
El nom de Julius Romanus apareix en un epigrama sobre Petroni que consta a l'Antologia llatina. S'ha identificat a aquest autor com Juli Pomponi Sabí (Julius Pomponius Sabinus) o Juli Pomponi Let (Julius Pomponius Laetus), citat com un antic gramàtic, però en realitat un autor de l'època de l'Humanisme, mort l'any 1497.